# 山旺镇
山旺镇，是中华人民共和国山東省潍坊市临朐县下辖的一个乡镇级行政单位，位于临朐县东北部。总面积168平方公里。2007年9月，原上林镇与龙岗镇合并为龙岗镇。2013年12月，龙岗镇更名为山旺镇。

## 行政区划
山旺镇下辖以下地区：
上林东村、上林西村、王家寨子村、和庄村、凰山村、东洼子村、尧山村、妍家吾村、解家河村、桲林村、齐家庄村、杭山村、乜家河村、崔家河村、战家庄村、桃花村、龙岗村、宿家庄村、李家山村、董家沟村、桃园村、十字路村、安家庄村、小河圈村、宫家老庄村、张佩环村、荻子涧村、樊家庙村、武家夏庄村、吴家辛兴村、马家辛兴村和陈家楼村。